# Parque nacional de Virunga
El Parque nacional de Virunga, antiguamente llamado Parque nacional Albert, está situado en la frontera oriental de la República Democrática del Congo, desde las montañas Virunga hasta los montes Ruwenzori. Bordea los parques nacionales de los Volcanes, en Ruanda y de los Montes Ruwenzori, en Uganda. Fue el primer parque nacional de África, creado en 1925. En 1979 fue declarado Patrimonio de la Humanidad por la Unesco e incluido en la Lista del Patrimonio de la Humanidad en peligro en 1994 por su gran diversidad de hábitats que acoge una biodiversidad excepcional, que incluye especies endémicas, especies raras y especies en peligro de extinción, tales como los gorilas de montaña. Tiene una extensión de 7.800 km².
El parque nacional ocupa la orilla oeste del lago Eduardo, famoso por sus hipopótamos, aunque en 2006 la caza furtiva acabó con más del 95 % de los ejemplares. Los ecosistemas dominantes son las marismas, y las llanuras y mesetas herbáceas. Los montes Ruwenzori están cubiertos de pradera de montaña; también hay un glaciar. Existen dos volcanes activos en el parque, el Nyiragongo y el Nyamuragira, con extensos campos de lava asociados. Este último hizo erupción a principios de 2010, constituyéndose en una amenaza para la fauna silvestre del parque. La erupción amenazó también a la cercana ciudad de Goma, que en 2002 fue parcialmente destruida por una erupción del volcán Nyiragongo.
El parque es conocido por sus gorilas de montaña, aunque la caza furtiva y las guerras han dañado la población. Los gorilas de montaña son ahora muy escasos, pero las tareas de conservación han tenido éxito y la población se está recuperando.
Se cree que las dos especies de elefante africano, la de sabana (Loxodonta africana) y la de bosque (Loxodonta cyclotis) sobreviven en el parque, así como el chimpancé, el okapi, la jirafa, el búfalo cafre y muchas aves endémicas.
Su director actual es el príncipe Emmanuel de Merode.

## Turismo
La inseguridad ha provocado que el parque nacional de Virunga permanezca cerrado al turismo, pero en 2014 y con apoyo de la Unión Europea el parque fue abierto de nuevo a los visitantes.
El turismo se considera una de sus principales fuentes de ingreso y es un factor clave para ayudar a la protección de los gorilas de montaña y para alejar a la población local de actividades ilegales y de caza furtiva.
Pese a los esfuerzos por incrementar la seguridad, los guardabosques del parque están bajo riesgo constante, y eso ha causado el asesinato de decenas de ellos.
Ante la situación y buscando mejorar las condiciones para locales y visitantes, el parque nacional de Virunga cerró sus puertas en junio de 2018. Volvió a abrir el 15 de febrero de 2019.

## Galería

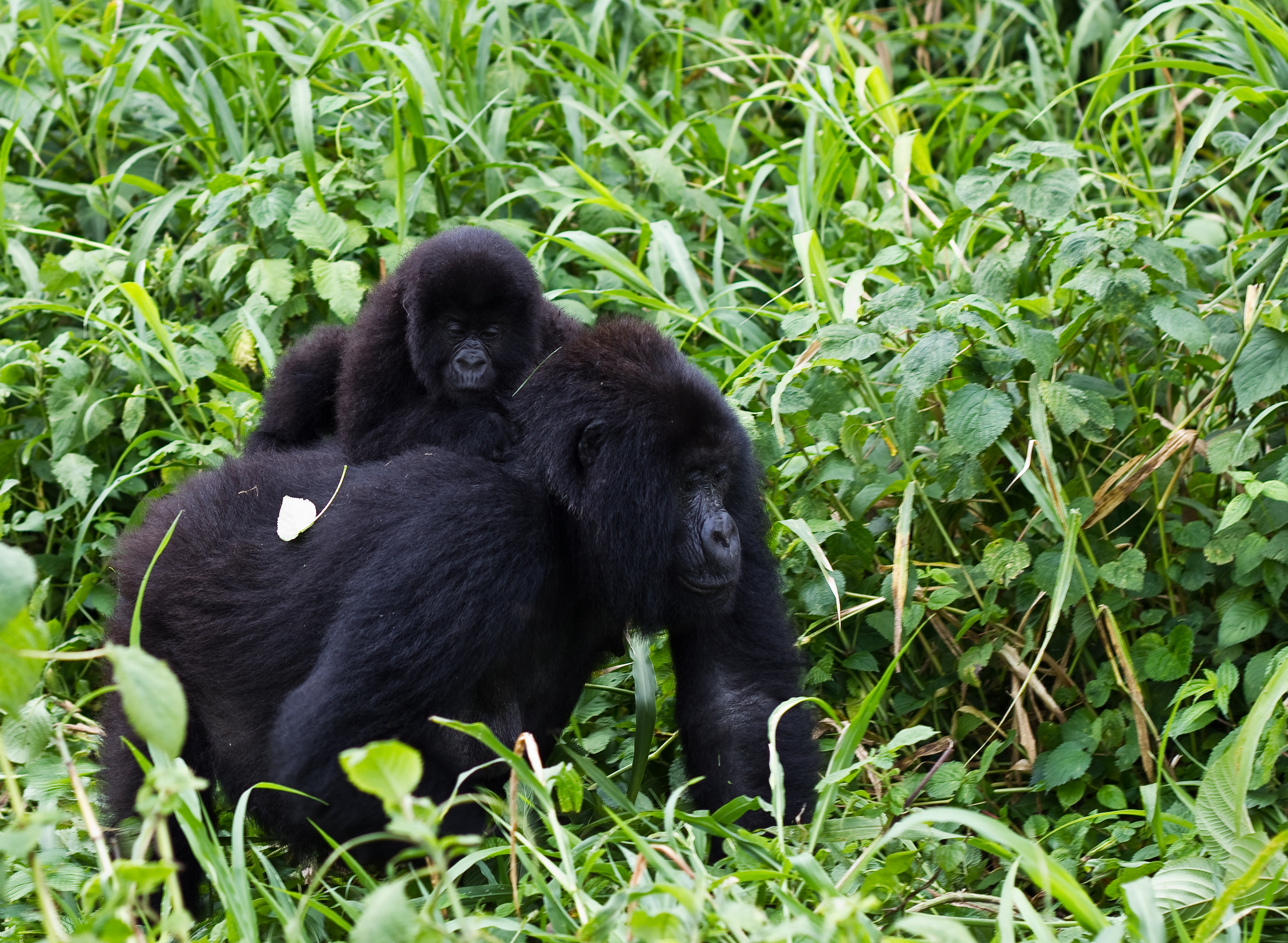
Gorilas de montaña, especie amenazada en el parque nacional Virunga
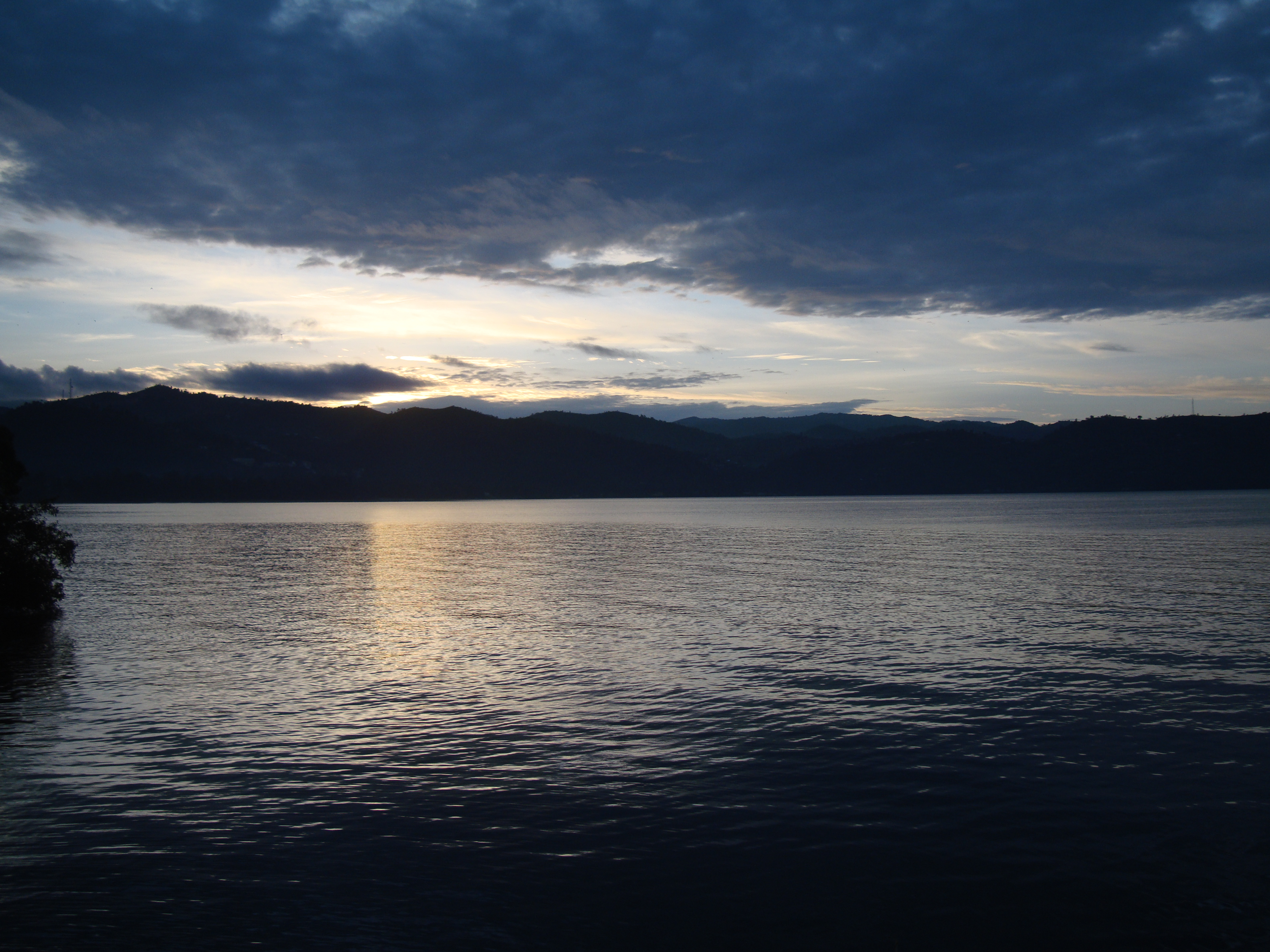
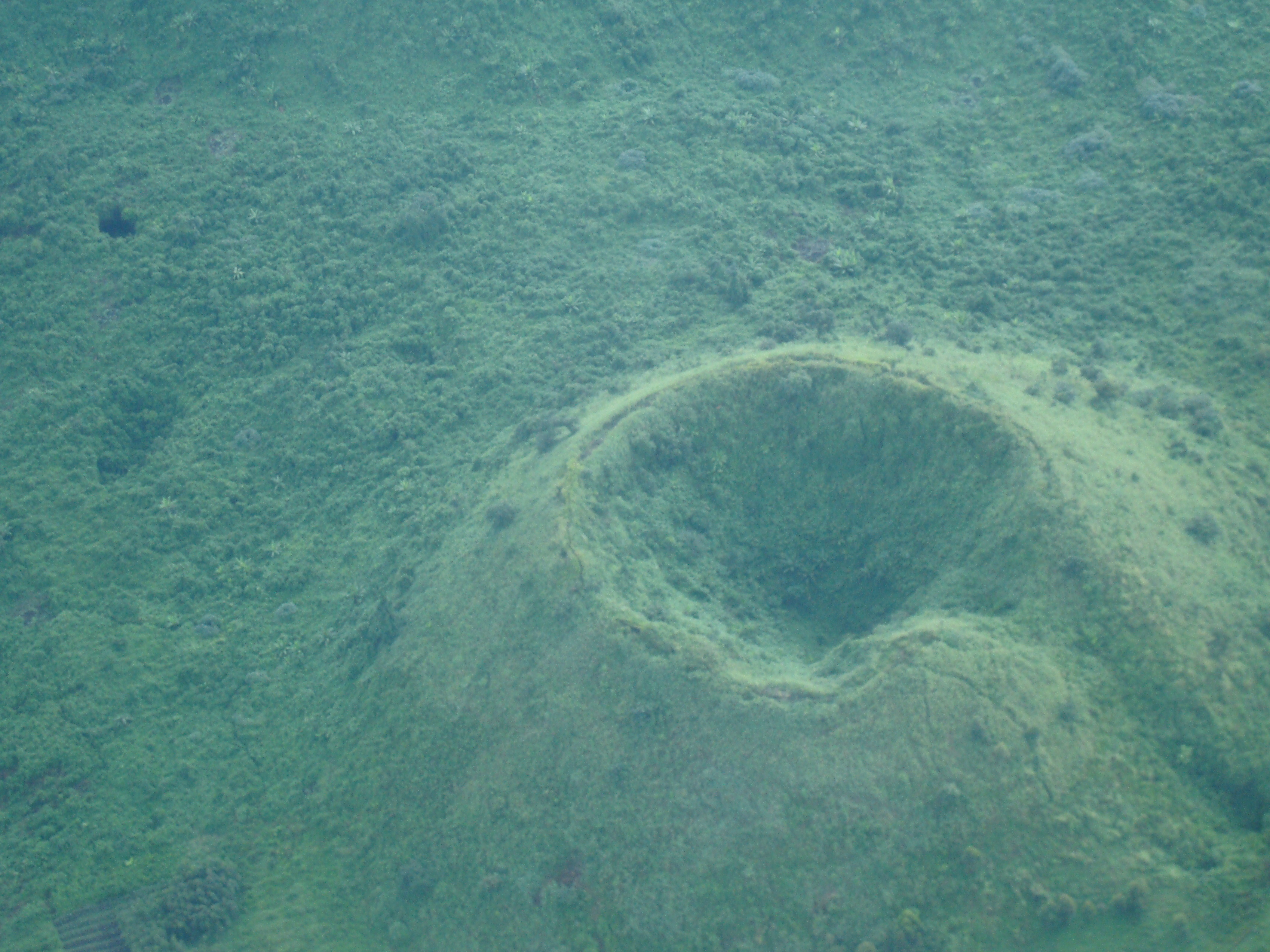
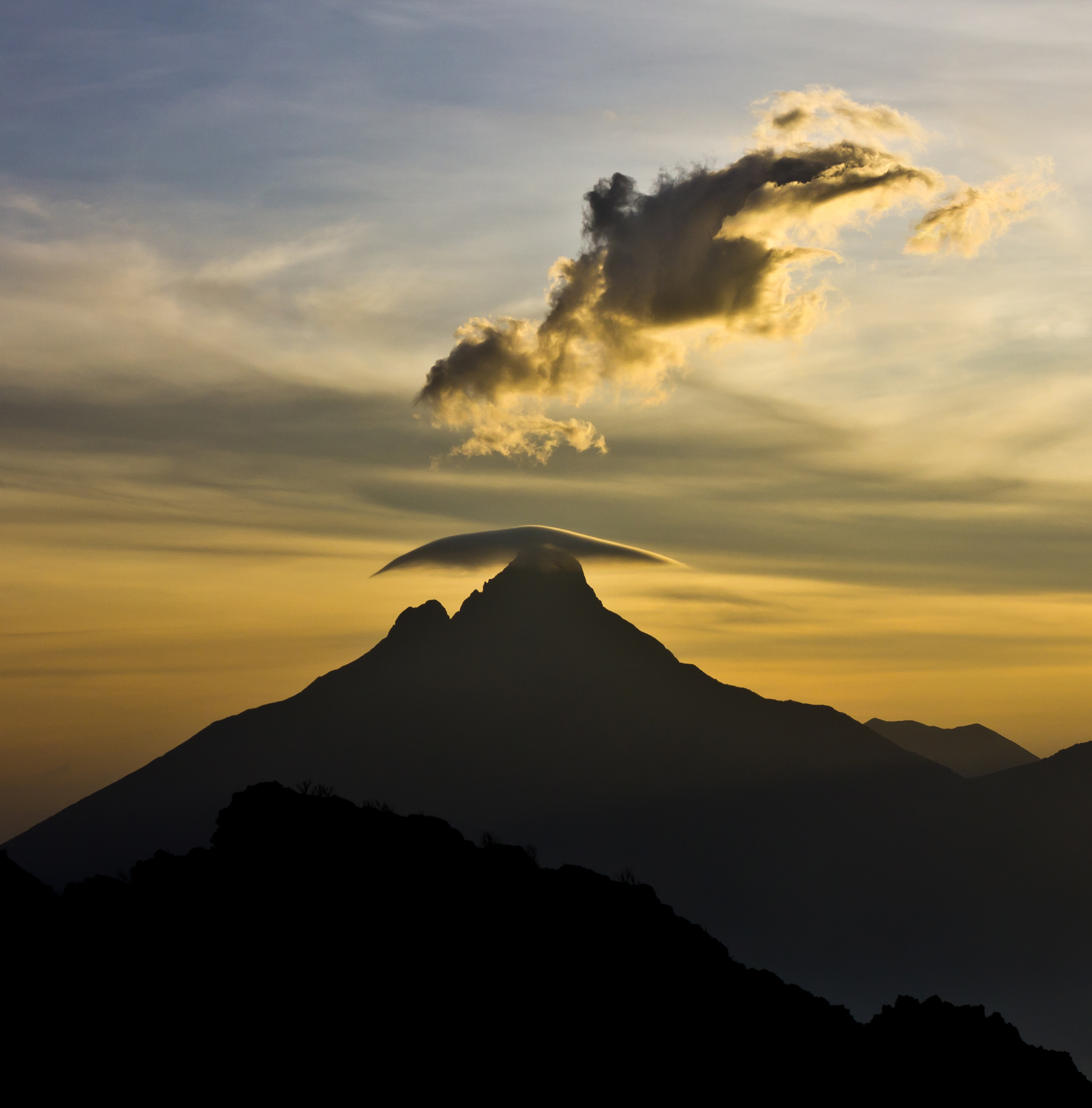